# Personaggi de I ragazzi della 3ª C

Gli studenti della 3ª C nella prima serie

Quello che segue è l'elenco dei personaggi della serie televisiva italiana I ragazzi della 3ª C, realizzata sul finire degli anni 80. I protagonisti sono un gruppo di studenti di liceo.
Vista la natura comica della serie, i protagonisti sono piuttosto particolari ed eccentrici, spesso legati all'uso di caratteristiche espressioni ricorrenti, alcune delle quali sarebbero diventate dei veri e propri "tormentoni". Oltre ai componenti della classe, la serie è animata da altri personaggi: il professore di italiano, interpretato da Antonio Allocca, severo ed inflessibile, il cartolaio sempre pronto a vendere a Bruno Sacchi oggetti inutili a prezzi esorbitanti e le famiglie degli studenti, ognuna caratterizzata da abitudini e status da cui la trama ha sempre tratto spunto nelle innumerevoli scenette ironiche.

## Studenti della Terza C
Gli studenti protagonisti della serie sono nove: quattro ragazzi e cinque ragazze (nella terza stagione le femmine si riducono a quattro). Ognuno di loro rappresenta un "tipo" di studente, con le sue caratteristiche e il suo background culturale. Di alcuni di loro vengono mostrati anche i genitori, spesso la causa primaria dei loro comportamenti stravaganti. Anche se non era previsto un protagonista assoluto, i personaggi di Chicco, Massimo e Bruno sono quelli maggiormente coinvolti nel vivo dell'azione e della trama, in tutti gli episodi. In particolare Chicco è da considerare come il vero leader della classe. Anche se i personaggi sovente si prendono in giro gli uni con gli altri, oppure vi sono delle rivalità interne, il gruppo appare sempre molto unito e pronto ad aiutare i compagni in difficoltà.

### Enrico "Chicco" Lazzaretti
Chicco è il carismatico trascinatore della classe in tutte le sue iniziative, sempre pronto a difendere i suoi compagni (persino Elias e Tisini) dai soprusi della 3ª F, con cui la sua classe è sempre in competizione. È lo studente più anziano della classe, eterno ripetente, nell'episodio Andiamo a vivere da soli si scopre che ha 24 anni. È in eterno conflitto con Mazzocchi della 3ª F perché entrambi si autoproclamano gli studenti più anziani dell'istituto. Nonostante la serie non si conceda facilmente a momenti di riflessione troppo profondi, anche per non perderne il ritmo comico, nel secondo episodio, Chicco a Superstrike, si capisce che Chicco considera la sua classe come una famiglia, perché i suoi genitori vivono da separati in casa, creando un ambiente familiare poco piacevole, in cui il ragazzo deve fare da tramite alle comunicazioni dei due genitori.
Ecco perché Chicco, volontariamente, ha scelto di farsi bocciare per tutti questi anni e passa pochissimo tempo in casa. Tuttavia, nella puntata conclusiva della seconda serie, Gli esami di maturità, non riesce a farsi bocciare agli esami di maturità, anche grazie all'intercessione del professore di italiano che non ne può più (surreale la scena dell'esame orale, dove l'insegnante fa di tutto per promuovere lo studente che, al contrario, punta ad autoboicottarsi), ed è promosso con incredulità dello stesso Chicco consolato dai compagni e da Puccio. È un grandissimo appassionato di calcio e tifoso della Roma.

### Bruno Sacchi
Bruno è il tipico ragazzo di periferia, esageratamente coccolato dai suoi genitori e poco esperto del mondo esterno. Grosso e mammone, è sostanzialmente il più ingenuo ed indifeso, ma anche quello che ispira più tenerezza e simpatia e il più sensibile nei confronti dei compagni. Proprio il suo buon cuore fa sì che venga sempre convinto a rendersi partecipe in marachelle ai danni di terzi, o azioni improbabili, come una sfida a pugilato o nella recita dell'Otello. È il più sfortunato del gruppo, il capro espiatorio più comune, anche se a volte riesce a prendersi delle rivincite, come la vittoria nelle elezioni scolastiche, oppure nell'episodio War games, dove si arma di coraggio e diventa determinante per la vittoria in un wargame "paintball" contro la 3ªF.
Nonostante si impegni molto nello studio, condivide con Chicco la peculiarità di essere insufficiente in tutte le materie (anche se prenderà un 10 in italiano, dedicando un suo tema ad una donna amata). Le sue reazioni agli eventi spiacevoli sono diventate i suoi tormentoni: si passa dalla faccia imbronciata, rivolta verso il basso, ma con gli occhi che sbirciano l'interlocutore, fino al pianto infantile. Quando invece viene proposto per qualche azione dall'esito incerto o rischioso, inizia a guardare i compagni affermando "Tutto, ma non questo! Potete anche ammazzarmi, ma io non lo faccio" anche se l'inquadratura successiva fa capire che non è riuscito a dissuaderli.
Senza dubbio un personaggio fondamentale per la riuscita della serie, probabilmente il più amato dal pubblico e in bilico con Chicco sul quale possa essere considerato il protagonista assoluto della serie, al punto che entrambi possono essere considerati come una coppia comica in cui Chicco è la "mente" della classe mentre Bruno è spesso il suo "braccio", come una sorta di Gianni e Pinotto in cui il più impacciato è quello costretto a seguire gli ordini del suo superiore, per poi subirne le conseguenze. Insieme ad Elias è inoltre il protagonista del video della sigla di chiusura della prima stagione, Un giro nel cuore (testi di Enrico Vanzina e musica di Augusto Martelli). Come si evince dall'ultima puntata Dieci anni dopo della terza stagione, è nato il 18 aprile 1969, e nell'episodio della prima stagione Voglio morire sappiamo che di secondo nome fa Oreste. Nell'episodio della prima stagione La festa sappiamo che abita in Via del Moretto (che nella realtà non è in borgata, ma nel centro di Roma).

### Massimo Conti
Il belloccio e sportivo del gruppo. È grande amico di Chicco, ma talvolta è in contrasto con lui poiché entrambi sono attratti da Sharon Zampetti. Nonostante Massimo tenda ad autoesaltare le sue doti fisiche e atletiche, soprattutto con le ragazze, non incarna il personaggio fin troppo stereotipato "tutto muscoli e niente cervello", spesso antipatico. Benché il suo rendimento scolastico ci sia poco noto (nella prima puntata La sfida, Chicco gli ricorda che ha 18 impreparati in Storia dell'Arte), dimostra invece di essere una persona di cuore, decisamente sveglia e mai spocchiosa. Ama molto l'atletica, la boxe e pratica le arti marziali ma, a differenza degli altri protagonisti maschili, non è particolarmente abile nel calcio e «crede che la Coppa Italia sia un gelato», come dice Chicco. Della sua famiglia si conosce solo la madre; è vedova, come confessa al Signor Zampetti durante l'episodio "Le elezioni scolastiche". È una donna ancora piacente che oltre a far ribollire il sangue di Chicco e Bruno, quando li ospita in casa, ricambia le avances del Signor Zampetti.

### Sharon Zampetti
Bella e ricca figlia di un industriale milanese (nell'ambito dei salumi), è la più snob della compagnia. Vive con la famiglia in una lussuosa villa con piscina ai Parioli (nell'episodio della prima stagione La festa sappiamo che abita in Via di Priscilla, 12). Le maniacali attenzioni del padre la costringono ad andare a scuola scortata da due gorilla oppure in settimana bianca assieme al domestico Aziz. Anche lei è nuova nella 3ª C: prima di allora, infatti, studiava in un collegio, mentre la sorella Chiara (che non compare mai nella serie), frequentava il liceo Leopardi, ma il padre decise di scambiare loro di posto. Questo stratagemma ha permesso di creare una rivalità "alla pari" tra Chicco e Massimo, altrimenti il secondo sarebbe stato lievemente più avvantaggiato, in quanto avrebbe conosciuto Sharon da più tempo dell'amico ripetente.
Sharon accenna anche a una sorella di 12 anni che Chicco auspica di conoscere perché, come lui stesso afferma, "...il mio contratto con la scuola scade nel 2001". Attorno a Sharon ruotavano molte delle vicende della classe, dato che la bellezza spesso la metteva al centro dell'attenzione (come quando, per vendere il giornalino di classe, viene annunciata la pubblicazione di sue foto senza veli). Era una dei testimonial che più richiamavano i "cornetti" Algida nelle pubblicità presenti all'interno del telefilm.
Sharon è l'unica a non comparire nell'episodio pilota dove al suo posto vi era una ragazza mora che è perfettamente visibile nel video clip che accompagna i titoli di coda di tutta la prima stagione. La mora in questione era appunto la sorella Chiara, interpretato da una attrice sconosciuta e che rifiuta all'ultimo momento, dopo l'episodio pilota, di continuare la serie. Ecco il perché della giustificazione di Sharon ai compagni nelle sue prime battute di presentazione nel primo episodio della prima stagione (giustificazioni inutili al pubblico, dato che l'episodio pilota non verrà mai trasmesso).

### Daniele Rutelli
Parla e si atteggia come un bambino cresciuto, al punto che dorme succhiandosi il pollice. È anche molto imbranato ma la sua caratteristica fondamentale è quella di essere perennemente in ritardo a tutti gli appuntamenti e un accanito dormiglione. Dalla prima elementare è fidanzato con Rossella, con cui è perennemente in un rapporto conflittuale, proprio a causa dei suoi ritardi, ma che tenta sempre di risolvere in maniera pacifica. Ha una caratteristica e rumorosa risata. Mentre nella prima stagione gira in Vespa, nella seconda passa a una moto Aprilia. Per via della sua forte caratterizzazione, che consentiva poche variazioni sul personaggio, ha faticato a ritagliarsi grandi spazi nella serie, se non in piccole gag oppure in episodi dedicati a lui e Rossella (come quello in cui lei rimane incinta: Rossella's baby); nell'episodio "Il derby" si è mostrato un buon giocatore di calcio segnando il gol della vittoria contro la 3ª F. Della sua famiglia si sa solo che il nonno era generale dei Carabinieri (episodio Il mistero della merendina).

### Rossella Schnell
Forse la più normale fra i protagonisti, anche se un po' frignona, è l'eterna fidanzata di Daniele. Pur essendo spesso imbronciata con lui, arrivando al punto di minacciarlo più volte di lasciarlo, oppure negando il loro rapporto, si dimostra sempre fedele e legata a Daniele. Subisce sovente le avances di Mazzocchi, ma davanti a lui afferma che Daniele sarà sempre il suo unico amore. Nella puntata finale della prima stagione, Rossella's baby, si scopre che il padre è un medico di origine olandese (che, da giovane, aveva le stesse attitudini di Daniele, tra cui succhiarsi il pollice), e che ha quattro sorelle più giovani, e la sua famiglia viene mostrata molto comprensiva sia verso le chiamate notturne di Daniele, sia verso la sua gravidanza. Questi fatti, probabilmente, spiegano la sua enorme pazienza verso il fidanzato e la sua innata voglia di accudirlo.

### Benedetta Valentini

Benedetta Valentini

La bella dark, appassionata di letteratura e cinema orientale, specialmente coreano, film horror, cucina alternativa, meditazione. È la "strana" e "creativa" del gruppo, spesso parla utilizzando giri di parole, cita artisti sconosciuti, passa le lezioni a consultare i tarocchi o la sfera di cristallo, altrimenti si concede a letture alternative rispetto alla lezione in corso. Veste sempre di nero e si mostra come disillusa dal mondo e dalla società contemporanea. La sua esclamazione tipica è "Che angoscia!". Le poche volte che sono apparsi, i genitori Piero e Rita si mostravano come due personaggi stravaganti, che recitano a memoria gli slogan degli spot televisivi e appassionati dei telequiz, a dispetto di una figlia amante del cinema d'essai e che in TV guarda solo Fuori Orario.
In alcuni episodi si è notata una certa attrazione di Bruno nei suoi confronti. All'esame di maturità consegue il voto più adatto al suo personaggio: 47, morto che parla, come precisato dal presidente della commissione dopo che Benedetta ha tentato di illustrargli la sua elegia tratta dal poema Para loculo (presso le bare). Terminata la scuola, Benedetta parte per un viaggio in Corea del Nord e il suo personaggio scompare dalla terza stagione. È però citata negli episodi Vacanze al mare quando Rossella informa i ragazzi del suo viaggio in Corea, Colpo grosso al liceo Leopardi e Dieci anni dopo quando Bruno prima riceve una sua cartolina dall'India e poi quando vede esposto nella cartoleria di Ciro il libro che ha pubblicato: Accidenti all'occidente. La decisione di abbandonare il telefilm fu presa dalla stessa Nicoletta Elmi, intenzionata a non proseguire la carriera di attrice per mancanza di ruoli a lei adatti.

### Elias e Tisini
Elias e Tisini sono le "secchione" della classe e per questo vengono derise dagli altri studenti, in particolare da Chicco (che però non tollera che siano prese in giro da studenti di altre classi), a cui rispondono quasi sempre con "Quanto sei cretino, carino!" (dove "carino" viene pronunciato solo da Tisini). Si possono quasi considerare come un personaggio unico: si presentano sempre in coppia, vestite allo stesso modo, sempre pronte a fare i complimenti ai professori e preferendo un compito a sorpresa piuttosto che la settimana bianca. Non si conoscono neppure i loro nomi, dato che vengono sempre chiamate per cognome.
Una particolarità però le divide: Tisini viene mostrata come spocchiosa e arrogante, disgustata da chi le è "inferiore", soprattutto dai maschi; Elias, invece, a volte ha dei momenti di "normalità" e non disdegna le attenzioni dei ragazzi, anche se queste sono dovute a burle oppure all'alcool (come quando Daniele - che in realtà la scambia per Rossella - va a trovarla in camera nella famosa "Settimana bianca"). Elias, anche quando risponde in malo modo alle prese in giro, sembra ben consapevole della sua situazione di esclusa dal gruppo, al punto di arrivare ad ammettere questa cosa anche davanti a Rossella (per scusarsi dell'incidente con Daniele) e di essere succube di Tisini, che invece è orgogliosa di quello che è e tenta di tenersi stretta l'amica.
Insieme a Chicco e Bruno, anche se con esiti diametralmente opposti, sono gli unici personaggi di cui conosciamo il rendimento scolastico. Tuttavia Tisini, a causa di un diverbio con la commissione, sarà l'unica della classe ad essere bocciata alla maturità, riuscendo però a superarla dopo aver presentato ricorso. Elias, insieme a Bruno Sacchi, è la protagonista del video della sigla di chiusura della prima stagione, Un giro nel cuore (testi di Enrico Vanzina e musica di Augusto Martelli). Nell'episodio Gli esami di maturità della seconda stagione, scopriamo che Elias ha una sorella, Silvia, diametralmente opposta a lei: alta, bella ed affascinante.

### Woodstock
Personaggio secondario che appare solo nella seconda stagione, è un ragazzo perennemente spettinato e dall'aria stralunata. Come dichiarato dallo stesso attore che interpretava il personaggio in un'intervista, la sua partecipazione alla serie fu richiesta dall'amico Fabio Ferrari. Teoricamente doveva essere solo una comparsa, ma pian piano gli fu concesso sempre più spazio, fino a renderlo protagonista dell'episodio Il mistero della merendina. Tuttavia il suo nome non comparve mai nei titoli di testa. Nell'episodio Scuola Guida si scopre che il vero cognome di Woodstock è Reale, esattamente come quello dell'attore.

### Altri studenti
Gli altri studenti della classe sono personaggi praticamente ininfluenti, che raramente hanno un ruolo negli episodi, anzi un confronto tra gli episodi della prima e della seconda stagione dimostra che le comparse che figurano nella classe non sono sempre state le stesse. Nella prima stagione l'unico personaggio a cui vengono affidate un paio di battute - e che risulta riconoscibile rispetto agli altri per la vaporosa capigliatura - è Umberto Ricci (di cui si sa il nome perché chiamato così da un compagno ne La Sfida, ed il cognome perché viene richiamato dal professore), che altro non è che la "prima versione" di quello che sarà Woodstock, anche se interpretato da un altro attore. Chicco, per prenderlo in giro, lo chiama "Porcospino".
Si ricorda appena, nella prima stagione, il compagno di banco di Ricci, un ragazzo con gli occhiali, interpretato dal figlio d'arte Andrea Garinei; anche lui, talvolta recita qualche battuta. Nel primo episodio sono inoltre inserite alcune scene, probabilmente tratte dall'episodio "pilota", in cui appare un compagno di classe - tale Cresti (così viene chiamato nell'appello dal professore d'italiano) - che mai più comparirà in seguito. Ancora, nell'episodio Rossella's baby è invece una ragazza bionda (anch'essa mai presente negli altri episodi, con eccezione dell'episodio pilota) a recitare qualche battuta. Tra i restanti compagni, nella puntata Chicco a Superstrike viene una sola volta nominata, dal Professore, una studentessa - seduta al primo banco - che di cognome fa Petrazzuoli.
Nella seconda stagione, nella prima puntata La settimana bianca, all'arrivo in albergo vengono nominate le alunne D'Angelo e Sbaligia; durante la puntata Il Mistero della Merendina, sono invece nominati gli alunni Aleandri, Belletti e Bortolazzi (che recitano una battuta a testa, e saranno nominati anche ne Il Professore cerca casa).

## Altri personaggi

### Amalia e Spartaco Sacchi
I genitori di Bruno, sono molto amorevoli e premurosi con il figlio, tanto che durante alcuni momenti "cruciali" della sua vita, come quando decide di andare a vivere da solo o di prendere la patente, la loro reazione è sempre esagerata. Amano la buona cucina e sono persone semplici e schiette. Hanno poca familiarità con il mondo moderno e molto spesso, nel tentare di usare o capire parole più grandi di loro, commettono degli strafalcioni linguistici su cui sono basate gran parte delle loro gag: nell'episodio Tutti al mare, quando Bruno telefona a casa sente la voce registrata del padre che dice: "Questa è la segretaria stereofonica di Amalia e Spartaco Sacchi...". Dagli episodi La settimana bianca e Wargames della seconda stagione, apprendiamo che Spartaco ha fatto la Campagna di Russia (il che fa intuire che sia lui che la moglie abbiano superato i sessant'anni), mentre nella puntata Le elezioni scolastiche scopriamo che è un grandissimo tifoso della Roma "da 46 anni, guerra compresa".
La loro esclamazione tipica è la classica e romanesca "Ahó!". Anche se relegati tra i personaggi secondari, possono essere considerati tra i protagonisti della serie, sempre presenti in tutti gli episodi. Dalla terza stagione, a causa di motivi di salute, Ennio Antonelli verrà sostituito da Paolo Panelli, attore più navigato, che però non ottiene lo stesso successo tra il pubblico perché ha trasformato il personaggio di Spartaco Sacchi da uomo di borgata, dallo spiccato accento romanesco, ad un uomo più mite e convenzionale.

### Il professore di italiano
Il professore più presente nella serie, è probabilmente anche il più temuto. Nella prima stagione, in cui comparivano anche altri professori, aveva un ruolo più limitato, mentre nella seconda diventa di fatto uno dei protagonisti, nonché unico professore visibile durante le scene ambientate in aula, mentre nella terza serie la sua presenza è limitata a tre episodi, in particolare Colpo grosso al Liceo Leopardi (memorabile la scena in cui viene pedinato da Bruno, Chicco, Massimo e Daniele, i quali vogliono rubargli la chiave della segreteria). Nel primo episodio della seconda stagione La settimana bianca si scopre che il suo nome è Giuseppe, ma non si conosce il suo cognome; in un episodio Il mistero della merendina, Chicco lo chiama "Sig. Voiello" (come una marca di pasta), ma è facile pensare che sia uno dei soliti soprannomi con cui i personaggi si chiamano tra di loro, mentre nell'episodio della terza stagione La sfilata, Chicco lo chiama Allocca, il vero nome dell'attore. Chicco, Bruno e Massimo per prenderlo in giro lo chiamano "rospo".
Non esita a interrogare a sorpresa: le sue vittime preferite sono Chicco e Bruno. I suoi tormentoni sono i nomi di Sacchi e Lazzaretti urlati quando questi disturbano o si fanno cogliere mentre non seguono la lezione. Il suo tormentone più celebre è "Sacchi...sfregolio di dita sul naso Tre!!!", che diventa un "due" quando l'interrogato è Lazzaretti. Nella prima stagione, tale gesto era sottolineato da un effetto sonoro. Quando la classe sfugge al suo controllo, per richiamare l'attenzione inizia a fare un verso simile a quello delle galline. Memorabile l'episodio La settimana bianca ambientato a Terminillo (Rieti) in cui il professore interroga Bruno in camera di albergo, registrando l'ennesimo brutto voto per lo studente. È sposato con una donna bassa e grassa (come da lui descritta ma non compare mai), ed è un accanito tifoso del Napoli. Ha una figlia di nome Francesca, che compare solo nel quarto episodio della seconda stagione Il mistero della merendina. È un grande appassionato di poesia, specialmente di Dante e dell'Ottocento italiano, oltre che (da come si scopre nell'episodio La settimana bianca) delle canzoni del Festival di Sanremo.

### Commendator Camillo Zampetti
Il padre di Sharon, industriale nel ramo degli insaccati. Tipiche le sue frasi "Taac!", "L'idea mi esalta!", "Animali!" e "Enne ci esse, non ci siamo!". Diventa spesso lo "sponsor" ufficiale delle strane iniziative della 3ª C, accettando di aiutare i ragazzi in cambio di pubblicità ai suoi prodotti (spesso con effetti esilaranti, come quando i ragazzi si cimentano in parodie di alcune fra le più famose pubblicità dell'epoca, spostando l'attenzione su salami e zamponi). È ossessionato dal voler difendere la figlia dai malintenzionati (compresi i suoi compagni di classe). Considera tutti come dei suoi inferiori ed è spesso in rapporto conflittuale con la famiglia Sacchi, da lui descritta come selvaggia. Ha una relazione extraconiugale con la madre di Massimo; la moglie Annabella intuisce, ma è una donna remissiva e sopporta la situazione. È tifosissimo del Milan, anche se in due puntate della prima stagione (Chicco al Superstrike e Le elezioni scolastiche), viene raffigurato come acceso tifoso interista.

### Signora Annabella Zampetti
Moglie del Commendator Camillo e madre di Sharon, ha un ruolo prevalentemente di contorno. È una donna apparentemente placida, ma in realtà nasconde una grande emotività che le causa svenimenti, che il marito ed il domestico Aziz curano subito con sali ed aceto. Donna sovrappeso e non particolarmente affascinante, intuisce in varie occasioni le avances del marito nei confronti di più giovani ed attraenti signore, ma ogni volta sembra sopportare, e difendere più volte il marito e le sue opinioni, per non rompere l'equilibrio famigliare; solo una volta, nell'episodio La festa, manifesta al marito la sua segreta attrazione nei confronti di Bruno Vespa e Mario Pastore. È assai premurosa nei confronti della figlia Sharon, e si dimostrerà intelligente e conciliatrice quando, nell'episodio Le elezioni scolastiche, consiglierà al marito la tattica del compromesso da seguire per vincere le elezioni. Nell'episodio La Recita scopriamo che si chiama Annabella (proprio come l'attrice che la interpreta, Annabella Schiavone).

### Totip

Totip il barista

Totip è il proprietario del bar "Splendido", dove i ragazzi trascorrono il loro tempo dopo la scuola. Si mostra spesso infastidito dall'invadenza della classe nel suo bar e dal fatto che Chicco ha un conto aperto con lui di svariate centinaia di migliaia di lire. Tuttavia non gli rifiuta mai le ordinazioni o i gettoni del telefono dimostrando, pur non ammettendolo mai, di essere affezionato a lui. Nell'episodio Il derby si scopre che è tifoso della Fiorentina, che il suo vero nome è Enio Marchini e viene da Pistoia, nonostante nell'episodio Il giornalino di classe sia chiamato Matteo. Solo nell'episodio La sfida è soprannominato "Gano" da Chicco. Dall'episodio Voglio morire si sa che è sposato con una certa Maria.

### Ciro
Ciro è un cartolaio. In moltissimi episodi Bruno si rivolge a lui in cerca di qualcosa che lo aiuti a superare il problema di turno ed ogni volta l'abile venditore lo convince ad acquistare, ad una cifra mai inferiore alle centomila Lire (tranne una volta, quando gli ha dato cento Lire di resto), un numero indefinito di cose di ogni tipo, spesso inutili, e solo vagamente legate al problema iniziale. Rincuora Bruno dicendogli: "Stai in una botte de fero!" e fra una parola e l'altra lo prende spesso a schiaffi. Nell'episodio della prima stagione Buon Natale riesce a raggirare anche Chicco e Massimo, facendosi versare in anticipo la quota per quella che si rivelerà un'inesistente settimana bianca natalizia a Cervinia in compagnia di avvenenti ragazze svedesi, comprendente anche una foto ricordo con Reinhold Messner il giorno di Capodanno. Si cimenta anche come aiuto regista in Ciak si gira, come coach di boxe e istruttore di samba in La Sfida, e come allenatore in Il derby.

### Mazzocchi
È uno studente della 3ª F, classe in perenne competizione con la 3ª C. Ha un rapporto particolarmente conflittuale con Lazzaretti (Mazzocchi contende il primato di "anzianità" a Chicco) e con Daniele, dato che spera di soffiargli Rossella. Verso la fine della seconda stagione, in cui le sue apparizioni sono notevolmente diminuite, vi è la riappacificazione con Chicco (e conseguentemente di entrambe le classi) dopo la sfida al paintball di War Games.

### Lele
L'altro leader della 3ª F. Insieme a, e come Mazzocchi, è acerrimo nemico di Chicco Lazzaretti, dal momento che pretende di detenere il "record" di essere stato bocciato più volte di lui. Nella prima stagione viene chiamato Fefè (e, nel primo episodio La sfida, si scopre che ha un fratello di nome Lele).

### Antonello Bufalotti detto Puccio
È un "tuttofare" amico di Chicco, che come lui è stato un pluriripetente e che tenta di arrangiarsi con lavori estemporanei. I ragazzi si rivolgono a lui per servizi particolari (specie per quelli non troppo "puliti"). Il suo tormentone è "E fateme lavora'! Fateme lavora'!". Compare nell'episodio La recita della prima stagione (solo in questo episodio col soprannome di "Neno") come un sedicente professore inglese, per poi diventare un personaggio fisso nella seconda.

### Mauro
È il cugino di Puccio e ne prende il posto nella terza stagione perché quest'ultimo è "in villeggiatura a spese dello Stato", ossia in prigione.

### Aziz
Aziz è il cameriere di colore di casa Zampetti. Impersona lo stereotipo del servo di colore, che parla come gli indigeni nei film di esploratori, ma con un forte accento romanesco. Viene talvolta coinvolto, suo malgrado, nelle avventure dei ragazzi. È spesso comicamente in contrasto con il signor Zampetti il quale, per ribadire la sua autorità, lo chiama con nomignoli che alludono ironicamente al colore della sua pelle; avendo però conseguito il diploma, a differenza del suo datore di lavoro, nell’ episodio Gli esami di maturità si prenderà però la sua rivincita scolastica definendo l'industriale "asinello". Nell’episodio Il derby dimostra ottime doti da calciatore e avrebbe dovuto prendere parte al match contro la 3^F in qualità di straniero della 3^C ma viene messo fuori da Lele e Mazzocchi. Tipica sua imprecazione è  Mannaggia a li pescetti! 

### Igor
Igor era l'assistente di un mago. Dopo la sua scomparsa, armato del suo libro di magia, ha fatto in modo di far fuggire tutti coloro che volevano acquistarne la casa, per non rimanere in mezzo alla strada. Dopo il trasferimento dei ragazzi nella casa e la sua scoperta, rimane a far loro da maggiordomo.

### Jona
Jona è il bidello del liceo Leopardi. Considerato un grande jettatore, viene utilizzato dai ragazzi per vincere alcune sfide sportive. Jona, anche se a volte si mostra infastidito dall'essere considerato un menagramo, aiuta molto volentieri gli studenti della 3ª C contro la 3ª F, mettendo a loro disposizione le sue "doti".

### Luana
Luana è un'amica di Bruno, anche lei pendolare sul treno che lo porta a scuola. Dagli episodi La sfida e Il giornalino di classe si intuisce che è appassionata di telenovelas e fotoromanzi. Compare solamente nella prima stagione.

### Bruno Kaiser
Interpretato dal caratterista Max Turilli, lo ritroviamo in due episodi della seconda stagione, a scapito soprattutto di Chicco, Bruno, Massimo e Daniele. In La settimana bianca è un maestro di sci, mentre in Corso di sopravvivenza è il severissimo istruttore, insieme al suo aiutante (John Armstead).

### Laura
Interpretata da Cristina Dotti, partecipa agli episodi Tutti al mare e War Games. È una ragazzina che fa amicizia con Bruno, per il quale sembra provare una timida ma sincera attrazione -di cui però lui non s'accorgerà mai.

### Marzia
Interpretata da Sonia De Gaudenz, è la ragazza che illude Bruno nell'episodio Il fidanzamento di Bruno.